# Indonezyjskie Siły Powietrzne
Indonezyjskie Siły Powietrzne (indonez. Tentara Nasional Indonesia-Angkatan Udara) – siły powietrzne Indonezji, które bazują obecnie w dużej mierze na własnym i amerykańskim sprzęcie wojskowym.

## Historia
Indonezja produkowała samoloty transportowe CASA C-212 Aviocar oraz śmigłowce Bo-105 i Aerospatiale AS-332 Super Puma w zakładach Nurtanio. Swoje projekty wojskowe kupują razem z siłami morskimi, do czego używają wyposażenia wyprodukowanego w kraju. Obecnie głównym dostawcą sprzętu do Indonezji są Stany Zjednoczone. Od połowy lat 80. dowództwo składa się z KOOPSAU i KOOPSAU II. KOPSAU I ma swoją siedzibę w stolicy kraju Dżakarcie i broni zachodniej części kraju, a KOOPSAU II z siedzibą w Ujung-Pandang. Najważniejszą formacja bojową jest Narodowe Dowództwo Obrony Powietrznej. Podlegają mu dowództwo szkoleniowe i zaopatrzeniowe.
Obecnie Indonezja dysponuje dziesięcioma samolotami F-16 Fighting Falcon. Samoloty te stacjonują w bazie lotniczej w Malangu i służą u boku Northropów F-5E Tigerów II. Maszyny te wykorzystywane są jako myśliwsko-szturmowe. Funkcję tę pełnią razem z samolotami A-4E Skyhawk dostarczonymi z USA przez Izrael, razem z eskadrą szkoleniową TA-4H. Indonezja dysponuje także samolotami przeciwpartyzanckimi Rockwell OV-10F Bronco w liczbie dwunastu sztuk. Funkcję lekkich samolotów szturmowych mogą pełnić także samoloty BAE Hawk T-53 i Beech T-34C-1 Turbo-Mentor. Głównymi zadaniami samolotów są rozpoznanie, transport, zaopatrywanie w paliwo podczas lotu oraz operacje poszukiwawczo-ratownicze, szkoleniowe i rolnicze.
W listopadzie 2016 roku siły powietrzne odebrały pierwsze dwa H225M Caracale w wersji SAR; ogółem Indonezja zamówiła sześć H225M i jedenaście AS565 MBe Pantherów dla marynarki.

## Wypadki
30 czerwca 2015 rozbił się należący do AU KC-130B Hercules ze 113 osobami na pokładzie, nikt nie ocalał, na ziemi zginęły ponadto 22 osoby. 20 grudnia 2015 roku w czasie pokazów lotniczych w mieście Yogyakarta rozbił się samolot T-50 Golden Eagle. Obaj piloci zginęli. 18 grudnia 2016 roku o 6:09 czasu lokalnego znikł z ekranu radaru samolot transportowy C-130H Hercules lecący z bazy Timika-Moses Kilagin na Papui w Indonezji do odległej o blisko 200 km bazy Wamena jego wrak znaleziono na zboczu góry Lisuwa niedaleko Wamena. Z 13 osób na pokładzie nikt nie przeżył.

## Wyposażenie
| Zdjęcie                     | Samolot                               | Producent             | Typ                          | Wersja                                | Liczba sztuk        | Uwagi |                     |
| Samoloty myśliwskie         | Samoloty myśliwskie                   | Samoloty myśliwskie   | Samoloty myśliwskie          | Samoloty myśliwskie                   | Samoloty myśliwskie | Samoloty myśliwskie | Samoloty myśliwskie |
| --------------------------- | ------------------------------------- | --------------------- | ---------------------------- | ------------------------------------- | ------------------- | --- | ------------------- |
|                             | Rafale                                | Francja               | myśliwiec wielozadaniowy     | Rafale C                              | 0/42                | Dostawy do 2024 roku. |                     |
|                             | Su-27                                 | Rosja                 | myśliwiec wielozadaniowy     | Su-27SK Su-27SKM                      | 2 3                 | Dostawy 2 SK w 2003 roku. Dostawy 3 SKM w 2009 roku. |                     |
|                             | Su-30                                 | Rosja                 | myśliwiec wielozadaniowy     | Su-30MK Su-30MK2                      | 2 9                 | Dostawy 2 MK w 2003 roku. Dostawy 3 MK2 w 2009 roku. Dostawy 6 MK2 w 2013 roku. |                     |
|                             | Su-35                                 | Rosja                 | myśliwiec wileozadaniowy     |                                       | 0/11                | Zamówiono 11 Su-35 z terminem dostaw do końca 2024 |                     |
|                             | General Dynamics F-16 Fighting Falcon | Stany Zjednoczone     | myśliwiec wielozadaniowy     | F-16A Block 15 OCU F-16C Block 15 OCU | 25                  | Utracono 2 z 12 samolotów. Zamówiono 24 używane F-16 Block 25, z terminem dostaw w 2014 roku. Wszystkie 34 samoloty F-16 zostaną zmodernizowane do wersji Block 20 MLU (Block 52) za ok. 800 mln USD. |                     |
|                             | BAE Hawk                              | Wielka Brytania       | lekki odrzutowiec szturmowy  | Hawk 209                              | 22                  | Wersja jednomiejscowa. |                     |
|                             | KAI T-50 Golden Eagle                 | Korea Południowa      | szkolno-bojowy odrzutowiec   | T-50i                                 | 15                  | Zamówiono 16 sztuk za 400 mln USD (wersja bojowa). |                     |
| Samoloty szturmowe          |                                       |                       |                              |                                       |                     | |                     |
|                             | Embraer EMB 314 Super Tucano          | Brazylia              | lekki samolot szkolno-bojowy | A-29B                                 | 15                  | Zamówiono 16 sztuk. Zastąpią wycofane samoloty OV-10F. |                     |
| Powietrzne tankowce         |                                       |                       |                              |                                       |                     | |                     |
|                             | Lockheed C-130 Hercules               | Stany Zjednoczone     | tankowiec powietrzny         | KC-130B                               | 1                   | |                     |
| Specjalnego przeznaczenia   |                                       |                       |                              |                                       |                     | |                     |
|                             | CASA CN-235                           | Hiszpania · Indonezja | morski patrolowiec           | CN-235MPA                             | 3/4                 | Dostarczane do końca 2024 |                     |
|                             | Boeing 737                            | Stany Zjednoczone     | morski patrolowiec           | 737-2X9                               | 3                   | |                     |
| Samoloty transportowe       |                                       |                       |                              |                                       |                     | |                     |
|                             | Boeing 737                            | Stany Zjednoczone     | VIP                          | 737-2Q8 737-4U3                       | 1 2                 | |                     |
|                             | Lockheed C-130 Hercules               | Stany Zjednoczone     | średni samolot transportowy  | C-130-H/-H-30 L-100-30                | 23                  | |                     |
|                             | CASA C-212 Aviocar                    | Hiszpania             | lekki samolot transportowy   | NC-212-200/400                        | 9/13                | Dostarczane do końca 2024 |                     |
|                             | CASA C-295                            | Hiszpania · Indonezja | lekki samolot transportowy   | C-295M                                | 14                  | Zamówiono 9 sztuk (7 zostanie wyprodukowanych na licencji w Indonezji). |                     |
| Samoloty szkolno-treningowe |                                       |                       |                              |                                       |                     | |                     |
|                             | General Dynamics F-16 Fighting Falcon | Stany Zjednoczone     | szkolenie zaawansowane       | F-16B F-16D                           | 7                   | |                     |
|                             | BAE Hawk                              | Wielka Brytania       | szkolenie zaawansowane       | Hawk 109                              | 7                   | Zastępowane przez TA-50. |                     |
|                             | KAI T-50 Golden Eagle                 | Korea Południowa      | szkolenie zaawansowane       | T-50I                                 | 15/21               | Zamówiono 6 sztuk dostawy do końca 2024 |                     |
|                             | KAI KT-1                              | Korea Południowa      | szkolenie podstawowe         | KT-1B                                 | 14/17               | Dostarczane do końca 2024 |                     |
|                             | SME Aero Tiga                         | Szwajcaria            | szkolenie podstawowe         | MD3-160                               | 20                  | Z 40 pierwotnie posiadanych. |                     |
|                             | Grob G-120                            | Niemcy                | szkolenie wstępne            | G120TP                                | 30                  | |                     |
|                             | Aermacchi SF.260                      | Włochy                | szkolenie wstępne            | SF-260M/W                             | 18                  | Z 19 sztuk podarowanych przez Singapur. |                     |
| Śmigłowce                   |                                       |                       |                              |                                       |                     | |                     |
|                             | Aérospatiale Puma                     | Francja               | śmigłowiec transportowy      | NAS 330                               | 9                   | |                     |
|                             | Bölkow Bo 105                         | Niemcy                | śmigłowiec SAR               | NBO-105 CB/S                          | 2                   | |                     |
|                             | Eurocopter Colibri                    | Unia Europejska       | śmigłowiec użytkowy          | EC 120B                               | 10                  | |                     |
|                             | Eurocopter Super Puma                 | Francja               | śmigłowiec transportowy/SAR  | NAS-332                               | 10                  | Zamówiono 7 śmigłowców. |                     |
|                             | Airbus H225M Caracal                  | Francja               | śmigłowiec transportowy/SAR  | H225M                                 | 6/16                | Zamówiono 10 sztuk dostawy do końca 2024 |                     |
|                             | AgustaWestland AW139                  | Włochy                | śmigłowiec użytkowy          |                                       | 1                   | |                     |